# Марашанец
Марашанец (тур. Maraşlı) — турецкий телесериал в жанре драмы и боевика производства Tims&B Productions, снятый Ардой Сарыгюном по сценарию Этхема Озышыка и Эрджана Угура. В главных ролях — Бурак Дениз и Алина Боз. Сериал, состоящий из 26-ти серий, транслировался с 11 января по 13 июля 2021 года на телеканале ATV.

## Сюжет
Марашанец — солдат в отставке, ставший владельцем книжного магазина. Жизнь Марашанца резко изменилась после того, как его дочь была ранена. Однажды красавица Махур заходит в книжный магазин Марашанца и в тот же день невольно оказывается вовлечённой в инцидент. Марашанец спасает жизнь Махур, и с этого дня их судьбы будут связаны.

## Актёры и персонажи
| Актёр               | Персонаж                               |
| ------------------- | -------------------------------------- |
| Бурак Дениз         | Джеляль Кюн / Мехмет Индже (Марашанец) |
| Алина Боз           | Махур Тюрель                           |
| Серхат Кылыч        | Неджати Тюрель                         |
| Сайгын Сойсал       | Саваш Йылдырым                         |
| Синем Акйол         | Хиляль                                 |
| Гизем Кала          | Эджем                                  |
| Дженгиз Сезгин      | Садык Акчай                            |
| Несрин Йылмаз       | Нуран Акчай                            |
| Тюркю Су Демирел    | Бехие Акчай                            |
| Бедрие Роза Челик   | Зелиха Индже (Зелиш)                   |
| Яхья Челеби         | Суат                                   |
| Гюнеш Хаят          | Хамиет Тюрель                          |
| Бурджу Каракая      | Диляра Карагёз                         |
| Серхат Парыл        | Толга Демирджи                         |
| Хакан Бояв          | Явуз Индже                             |
| Джанер Атаджан      | Кадир                                  |
| Фаят Будак          | Исмет                                  |
| Энгин Юксель        | Фуат Карагёз                           |
| Неслихан Аджар      | Седеф Тюрель                           |
| Рожда Демирер       | Фирузан Тюрель                         |
| Мелис Ишитен        | Дильшад Тюрель                         |
| Керем Атабейоглу    | Азиз Тюрель                            |
| Джемиль Бююкдёгерли | Ильхан Тюрель                          |
| Озгюр Коч           | Невзат                                 |
| Мерт Атеш           | Огуз Тюрель                            |
| Барыш Оздемирли     | Кемаль                                 |
| Онур Ай             | Исмет                                  |
| Нихал Динчел        | Ширин                                  |
| Джихан Ениджи       | Озан Шанвер                            |
| Сельма Кутлуг       | Зехра Йылдырым                         |
| Хакан Алтынер       | главный констебль                      |